# Богданово (Архангельская область)
Богданово — село в Плесецком районе Архангельской области. Входит в состав Федовского сельского поселения.

## Население
| 2002 | 2010 | 2012 |
| ---- | ---- | ---- |
| 85   | ↘66  | ↘57  |